# Bibliothèque Hagströmer

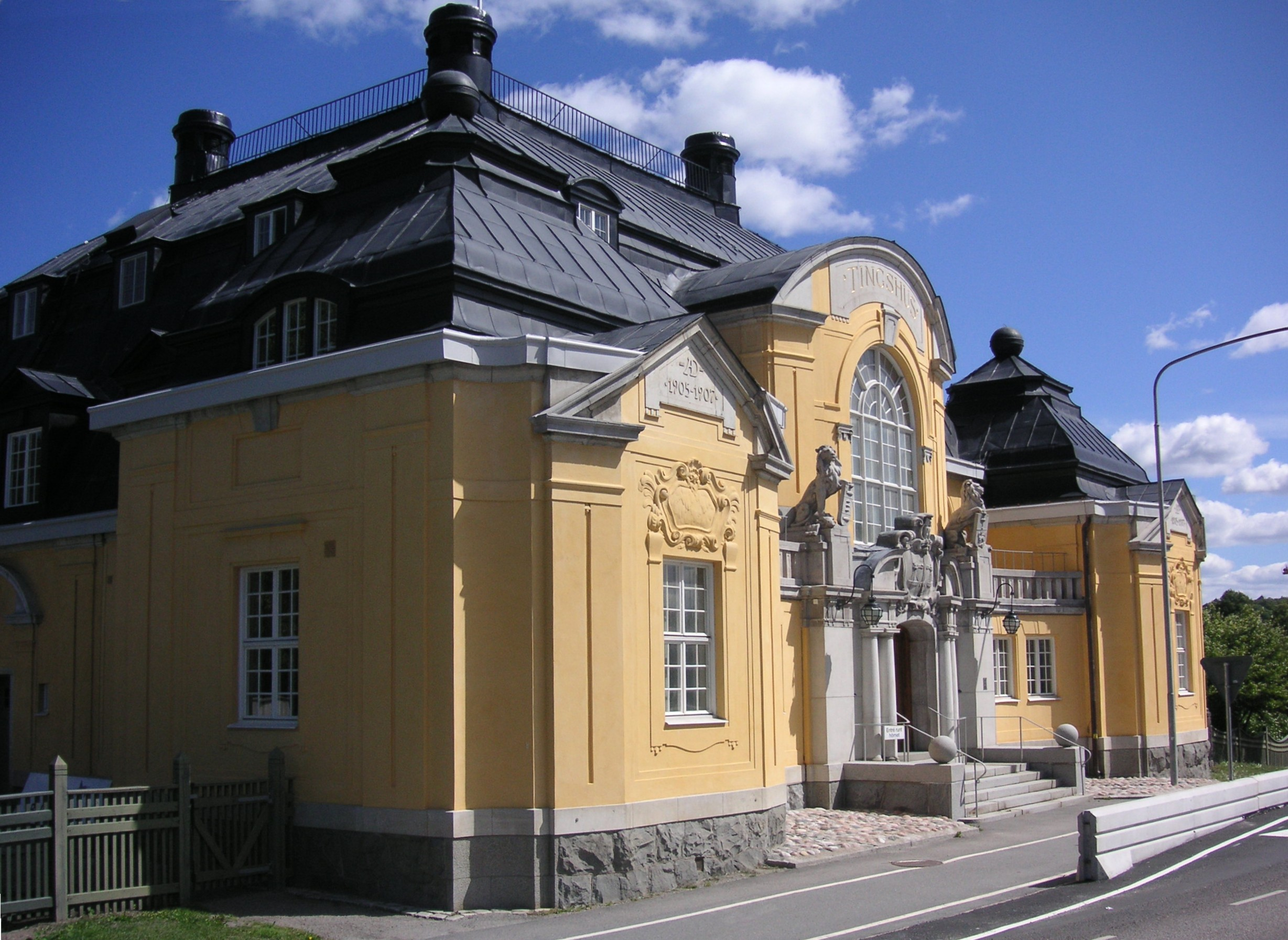
Palais de justice de Solna qui abrite, depuis 2010, la bibliothèque Hagströmer.

La bibliothèque Hagströmer est une bibliothèque consacrée à l'histoire de la médecine et un musée du livre nommée d'après le premier directeur de l'Institut Karolinska, Anders Johan Hagströmer. La bibliothèque a été créée en 1997 sous la supervision d'Ove Hagelin pour rassembler les anciennes collections de livres de l'Institut Karolinska et de la Société suédoise de médecine sous un même toit. On y retrouve aussi des ouvrages issus des collections du Collège des médecins (précurseur de l'Institut Karolinska), de l'Association dentaire suédoise et de la Société de pharmacie. La collection comprend environ 35 000 volumes dont le plus ancien date de 1480. Le De humani corporis fabrica d'André Vésale, imprimé en 1543, et le De motu cordis (Exercitatio Anatomica de Motu Cordis et Sanguinis in Animalibus) de William Harvey comptent parmi les ouvrages les plus célèbres de la collection qui comprend également plusieurs publications de Carl von Linné dans des éditions originales. Celle-ci n'est malheureusement pas accessible au public, mais quelques ouvrages ont été présentés à Waldemarsudde lors du bicentenaire de l'Institut Karolinska, en 2010. Depuis 2010. la bibliothèque Hagströmer a été relocalisée dans le palais de justice de Solna, (dans le parc Haga), une commune de la banlieue de Stockholm.